# Palazzo Grandiben Negri

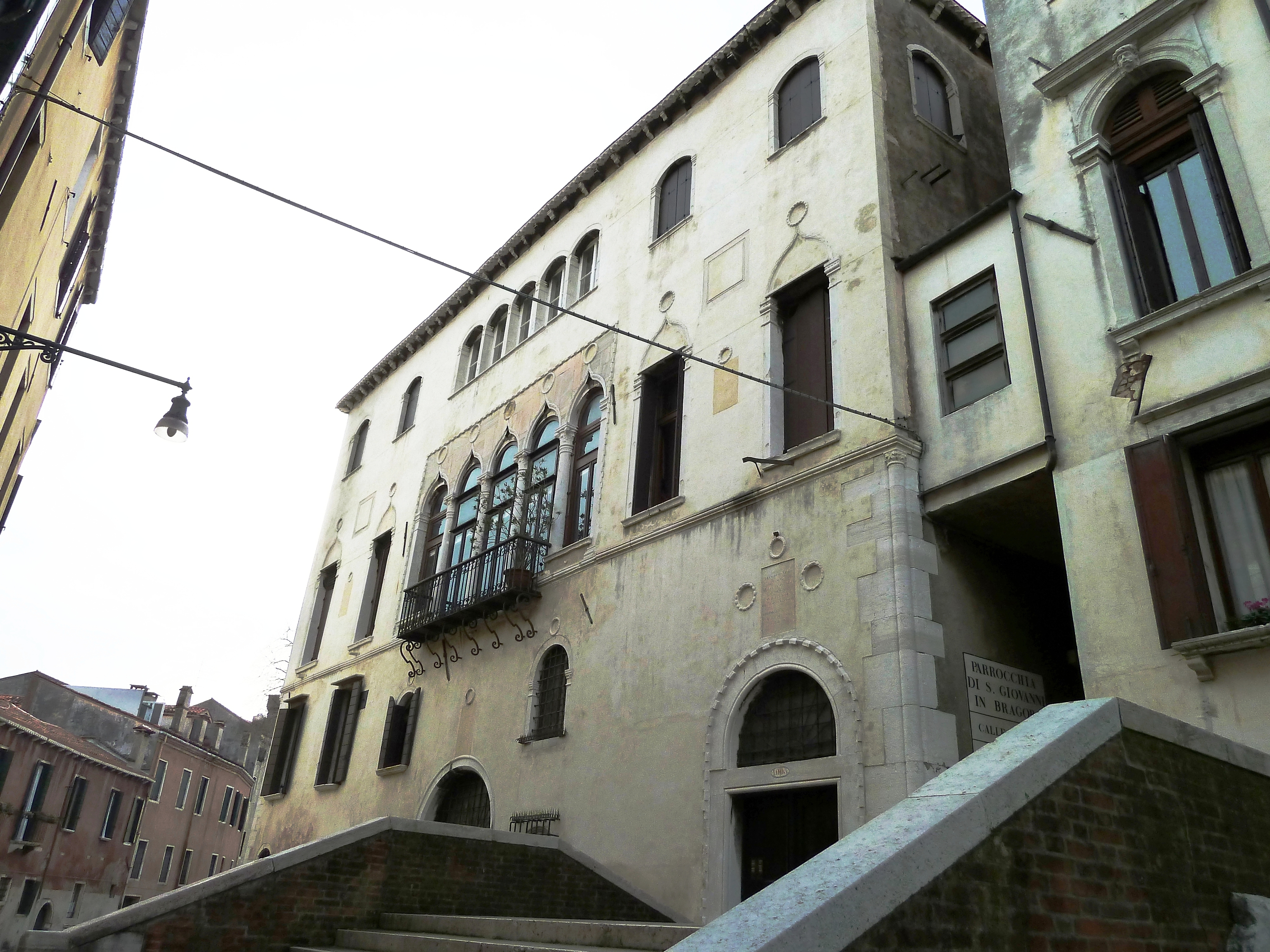
Palazzo Grandiben Negri, Fassade zum Rio de la Ca’ di Dio.

Palazzo Grandiben Negri ist ein Palast in Venedig in der italienischen Region Venetien. Er liegt im Sestiere Castello mit Blick auf den Rio de la Ca’ di Dio neben dem Palazzo Erizzo a San Martino.

## Geschichte
Der Bau des Palastes wurde von Nicolò Grandiben von der nicht adligen Reiterfamilie Grandiben in Auftrag gegeben. Der Sohn von Melchiore Grandiben, einem Kaufmann im 15. Jahrhundert, war Sekretär des Dogen. 1478 reiste er nach Brescia, um Lorenzo Zane, Patriarch von Antiochia und Bischof von Brescia, der dem Papst politische Geheimnisse verraten hatte, aufzufordern, vor Gericht zu erscheinen und sich zu erklären. In seinem Testament vom 8. August 1490 hinterließ er seinem Sohn Girolamo Grandiben, ebenfalls Sekretär des Dogen, das Haus und dessen Inhalt, mit Ausnahme eines Teils des Brunnens mit Säulen und Marmortisch, die er der Kirche San Martino zum Bau einer Taufkapelle zur Erinnerung an die Familie vermachte. Diese Taufkapelle war einst in einer Kapelle der früheren Kirche San Daniele untergebracht, die 1839 zerstört wurde. 1630 fiel der Palast an die Familie Negri, in die Diana, die Tochter von Girolamo Grandiben, eingeheiratet hatte. Francesco Negri (1769–1827), ein bekannter Schriftsteller, wurde hier geboren. Heute ist der Palast ein Mietshaus.

## Beschreibung
Das vierstöckige Gebäude ist mit dem rechts daneben stehenden Palazzo Erizzo a San Martino durch einen Übergang im Hauptgeschoss verbunden, der die Calle Erizzo unmittelbar hinter dem Ponte Erizzo über den Rio della Ca' di Dio überspannt. Im Erdgeschoss ist in der Mitte der Fassade ein Rundbogenportal zum Wasser, flankiert von zwei Rundbogenfenster auf der linken Seite und eines auf der rechten Seite. Ganz rechts, im Bereich der Brücke, ist ein weiteres Rundbogenportal in die Fassade geschnitten. Im Zwischengeschoss darüber flankieren zwei Rundbogenfenster mit Halbsäulen und je einer Ronde darüber das Portal zum Wasser. Links davon befinden sich zwei weitere, größere Rechteckfenster. Über dem Portal auf der rechten Seite ist eine Marmortafel, umgeben von drei Ronden, in die Fassade eingelassen. Das Zwischengeschoss schließt nach oben mit einem Gesims ab. Das Hauptgeschoss zeigt in der Mitte ein Fünffach-Kielbogenfenster, dessen einzelne Elemente durch Halbsäulen getrennt sind. Jedes Fensterelement hat eine Ronde über dem Kielbogen, das gesamte Fünffachfenster mit Ronden sitzt in einem rechteckigen Rahmen und die mittleren drei Fensterelemente sind mit einem gemeinsamen, vorspringenden Balkon mit Eisengitter versehen. Zu beiden Seiten des Fünffachfensters sind je ein Paar einzelne Fenster gleicher Machart angebracht, jedes wiederum versehen mit einer Ronde, aber mit vermauerten Kielbögen und ohne Rahmen und Balkon. Zwischen diesen Fensterpaaren ist je eine weitere Marmorplatte mit Ronde darüber angebracht. Darüber, zwischen den Ronden der Einzelfenster, ist jeweils eine weitere, große Marmorplatte in die Fassade eingesetzt. Das Zwischengeschoss unter dem Dach zeigt ein einfach gestaltetes Fünffach-Rundbogenfenster, flankiert von zwei Paaren gleichartiger Einzelfenster. Nach oben schließt die Fassade mit einer gezahnten Dachtraufe ab. Die Fassade ist verputzt und gelblich-weiß gestrichen.